# Scottish League (1891/1892)
Scottish League (1891/92) – był to 2. w historii sezon szkockiej pierwszej klasy rozgrywkowej w piłce nożnej. Sezon rozpoczął się 15 sierpnia 1891, a zakończył się 24 maja 1892. Brało w niej udział 12 zespołów, które grały ze sobą systemem „każdy z każdym”. Tytuł mistrzowski obronił zespół Dumbarton, dla którego był to drugi tytuł w historii klubu. Koronę króla strzelców zdobył Jack Bell, który strzelił 23 bramki.

## Zasady rozgrywek
W rozgrywkach brało udział 12 drużyn, walczących o tytuł mistrza Szkocji w piłce nożnej. Każda z drużyn rozegrała po 2 mecze ze wszystkimi przeciwnikami (razem 22 spotkania).

## Drużyny
| Uczestnicy poprzedniej edycji                                                                                 | Uczestnicy poprzedniej edycji | Uczestnicy poprzedniej edycji | Uczestnicy poprzedniej edycji |
| --- | ----------------------------- | ----------------------------- | ----------------------------- |
| DUM | Dumbarton                     | 1                             |                               |
| RAN | Rangers                       | 1                             |                               |
| CEL | Celtic                        | 3                             |                               |
| CAM | Cambuslang                    | 4                             |                               |
| THL | Third Lanark                  | 5                             |                               |
| HRT | Heart of Midlothian           | 6                             |                               |
| ABC | Abercorn                      | 7                             |                               |
| STM | St. Mirren                    | 8                             |                               |
| VOL | Vale of Leven                 | 8                             |                               |
| |                               |                               |                               |
| CLY | Clyde                         |                               |                               |
| LEI | Leith Athletic                |                               |                               |
| REN | Renton                        |                               |                               |
| Oznaczenia: - kolumna pierwsza – skróty nazw drużyn, - kolumna trzecia – miejsce zajęte w poprzednim sezonie. |                               |                               |                               |

## Stadiony
| Miasto     | Stadion            | Klub                |
| ---------- | ------------------ | ------------------- |
| Alexandria | Millburn Park      | Vale of Leven       |
| Cambuslang | Whitefield Park    | Cambuslang          |
| Dumbarton  | Boghead Park       | Dumbarton           |
| Edynburg   | Tynecastle Stadium | Heart of Midlothian |
| Glasgow    | Celtic Park        | Celtic              |
| Glasgow    | Barrowfield Park   | Clyde               |
| Glasgow    | Ibrox Park         | Rangers             |
| Glasgow    | Cathkin Park       | Third Lanark        |
| Leith      | Beechwood Park     | Leith Athletic      |
| Paisley    | Underwood Park     | Abercorn            |
| Paisley    | Westmarch          | St. Mirren          |
| Renton     | Tontine Park       | Renton              |

## Tabela końcowa
| Lp. | Drużyna             | M  | Z  | R | P  | Bramki | Bramki | Różn. | Pkt | Uwagi |
| --- | ------------------- | -- | -- | - | -- | ------ | ------ | ----- | --- | ----- |
| 1   | Dumbarton (M)       | 22 | 18 | 1 | 3  | 79     | 28     | +51   | 37  |       |
| 2   | Celtic (P)          | 22 | 16 | 3 | 3  | 62     | 21     | +41   | 35  |       |
| 3   | Heart of Midlothian | 22 | 15 | 4 | 3  | 65     | 35     | +30   | 34  |       |
| 4   | Leith Athletic      | 22 | 12 | 1 | 9  | 51     | 40     | +11   | 25  |       |
| 5   | Rangers             | 22 | 11 | 2 | 9  | 59     | 46     | +13   | 24  |       |
| 6   | Renton              | 22 | 8  | 5 | 9  | 38     | 44     | −6    | 21  |       |
| 6   | Third Lanark        | 22 | 8  | 5 | 9  | 44     | 47     | −3    | 21  |       |
| 8   | Clyde               | 22 | 8  | 4 | 10 | 63     | 62     | +1    | 20  |       |
| 9   | Abercorn            | 22 | 6  | 5 | 11 | 45     | 59     | −14   | 17  |       |
| 10  | St. Mirren          | 22 | 5  | 5 | 12 | 43     | 60     | −17   | 15  |       |
| 11  | Cambuslang (S)      | 22 | 2  | 6 | 14 | 21     | 53     | −32   | 10  |       |
| 10  | Vale of Leven (S)   | 22 | 0  | 5 | 17 | 24     | 99     | −75   | 5   |       |

## Wyniki
| Gospodarz \ Gość    | THL | ABC | CAM | CEL | CLY | DUM | HRT  | LEI | RAN | REN | STM | VOL  |
| Third Lanark        |     | 1:1 | 3:1 | 1:3 | 3:2 | 2:5 | 3:2  | 0:3 | 2:2 | 1:1 | 2:3 | 9:2  |
| Abercorn            | 2:4 |     | 3:1 | 2:5 | 3:3 | 1:1 | 1:3  | 3:2 | 0:1 | 3:3 | 1:1 | 6:3  |
| Cambuslang          | 1:1 | 0:2 |     | 0:4 | 3:5 | 0:2 | 3:3  | 1:3 | 0:6 | 1:1 | 1:1 | 1:0  |
| Celtic              | 5:1 | 3:1 | 3:1 |     | 0:0 | 2:0 | 3:1  | 2:0 | 3:0 | 3:0 | 2:1 | 6:1  |
| Clyde               | 3:3 | 7:3 | 2:0 | 2:7 |     | 4:1 | 3:10 | 1:2 | 1:3 | 1:3 | 4:1 | 10:3 |
| Dumbarton           | 2:0 | 8:1 | 5:2 | 1:0 | 8:2 |     | 5:1  | 6:0 | 6:0 | 2:1 | 4:2 | 8:0  |
| Heart of Midlothian | 2:0 | 2:1 | 1:0 | 3:1 | 2:1 | 3:1 |      | 3:1 | 3:2 | 4:2 | 2:2 | 7:0  |
| Leith Athletic      | 3:1 | 3:2 | 3:0 | 2:1 | 1:0 | 1:3 | 2:2  |     | 3:1 | 2:3 | 4:2 | 10:0 |
| Rangers             | 2:3 | 6:2 | 2:1 | 1:1 | 1:5 | 1:3 | 0:1  | 3:2 |     | 5:2 | 2:3 | 7:0  |
| Renton              | 1:0 | 2:1 | 1:1 | 0:4 | 2:1 | 2:3 | 0:3  | 3:0 | 1:4 |     | 5:2 | 3:0  |
| St. Mirren          | 1:2 | 2:1 | 2:2 | 1:2 | 1:4 | 2:3 | 2:5  | 3:1 | 3:4 | 2:1 |     | 6:4  |
| Vale of Leven       | 0:2 | 0:3 | 0:1 | 2:2 | 2:2 | 1:2 | 2:2  | 0:3 | 1:6 | 1:1 | 2:2 |      |

Źródło: SPFL.co.uk
Objaśnienia:
1Drużyna gospodarzy jest wymieniona po lewej stronie tabeli.
Kolory: zielony – zwycięstwo gospodarzy, żółty – remis, różowy – zwycięstwo gości.